# Draft NBA 2024
Il draft NBA 2024, la 78ª edizione del draft annuale della NBA, si è tenuto in due serate anziché una sola come avveniva in passato. Questa è stata la prima volta che il draft NBA si è tenuto in più notti da quando, alla fine degli anni '80, la NBA decise di ridurre il numero dei round del draft a due, rispetto ai precedenti che variavano da tre a sette.
Il primo round si è tenuto il 26 giugno 2024 al Barclays Center di Brooklyn, New York, mentre il secondo round il 27 giugno agli ESPN Seaport District Studios a Manhattan. Nel secondo round, il tempo per le scelte è stato aumentato da due a quattro minuti.
Per il terzo anno consecutivo, il draft ha compreso 58 scelte invece delle tradizionali 60, a causa della perdita di una scelta del secondo round da parte dei Philadelphia 76ers e dei Phoenix Suns per aver violato le regole NBA sul tampering durante la free agency.
La prima scelta assoluta è stata effettuata dagli Atlanta Hawks.

## Scelte
| * | Indica il giocatore che ha vinto il titolo di Rookie of the Year |
|   | Indica un giocatore che non ha mai giocato una partita in NBA    |

| P | Playmaker | G | Guardia | AP | Ala piccola | AG | Ala grande | C | Centro |

### Giocatori scelti al 1º round
| Scelta | Giocatore          | Ruolo | Nazionalità      | Squadra NBA                                                            | Provenienza                    |
| ------ | ------------------ | ----- | ---------------- | ---------------------------------------------------------------------- | ------------------------------ |
| 1      | Zaccharie Risacher | AP    | Francia          | Atlanta Hawks                                                          | JL Bourg (France)              |
| 2      | Alexandre Sarr     | C     | Francia          | Washington Wizards                                                     | Perth Wildcats (Australia)     |
| 3      | Reed Sheppard      | G     | Stati Uniti      | Houston Rockets (da Brooklyn)                                          | Kentucky (Fr.)                 |
| 4      | Stephon Castle *   | G     | Stati Uniti      | San Antonio Spurs                                                      | UConn (Fr.)                    |
| 5      | Ron Holland        | AP    | Stati Uniti      | Detroit Pistons                                                        | G League Ignite (NBA G League) |
| 6      | Tidjane Salaün     | AP    | Francia          | Charlotte Hornets                                                      | Cholet Basket (France)         |
| 7      | Donovan Clingan    | C     | Stati Uniti      | Portland Trail Blazers                                                 | UConn (So.)                    |
| 8      | Rob Dillingham     | P/G   | Stati Uniti      | San Antonio Spurs (da Toronto)                                         | Kentucky (Fr.)                 |
| 9      | Zach Edey          | C     | Canada           | Memphis Grizzlies                                                      | Purdue (Sr.)                   |
| 10     | Cody Williams      | G/AP  | Stati Uniti      | Utah Jazz                                                              | Colorado (Fr.)                 |
| 11     | Matas Buzelis      | AP/AG | Lituania         | Chicago Bulls                                                          | G League Ignite (NBA G League) |
| 12     | Nikola Topić       | P     | Serbia           | Oklahoma City Thunder (da Houston)                                     | KK Crvena zvezda (Serbia)      |
| 13     | Devin Carter       | G     | Stati Uniti      | Sacramento Kings                                                       | Providence (Jr.)               |
| 14     | Bub Carrington     | G     | Stati Uniti      | Portland Trail Blazers (da Golden State verso Memphis verso Boston)    | Pittsburgh (Fr.)               |
| 15     | Kel'el Ware        | C     | Stati Uniti      | Miami Heat                                                             | Indiana (So.)                  |
| 16     | Jared McCain       | P     | Stati Uniti      | Philadelphia 76ers                                                     | Duke (Fr.)                     |
| 17     | Dalton Knecht      | AP    | Stati Uniti      | Los Angeles Lakers                                                     | Tennessee (Sr.)                |
| 18     | Tristan da Silva   | AG    | Germania Brasile | Orlando Magic                                                          | Colorado (Sr.)                 |
| 19     | Ja'Kobe Walter     | G     | Stati Uniti      | Toronto Raptors (da Indiana)                                           | Baylor (Fr.)                   |
| 20     | Jaylon Tyson       | AP    | Stati Uniti      | Cleveland Cavaliers                                                    | California (Jr.)               |
| 21     | Yves Missi         | C     | Camerun          | New Orleans Pelicans (da Milwaukee)                                    | Baylor (Fr.)                   |
| 22     | DaRon Holmes       | AG    | Stati Uniti      | Phoenix Suns                                                           | Dayton (Jr.)                   |
| 23     | AJ Johnson         | G     | Stati Uniti      | Milwaukee Bucks (da New Orleans)                                       | Illawarra Hawks (Australia)    |
| 24     | Kyshawn George     | G     | Svizzera         | New York Knicks (da Dallas)                                            | Miami (Fr.)                    |
| 25     | Pacôme Dadiet      | AP    | Francia          | New York Knicks                                                        | Ratiopharm Ulm (Germany)       |
| 26     | Dillon Jones       | AP    | Stati Uniti      | Washington Wizards (da L.A. Clippers verso Oklahoma City verso Dallas) | Weber State (Sr.)              |
| 27     | Terrence Shannon   | G     | Stati Uniti      | Minnesota Timberwolves                                                 | Illinois (Sr.)                 |
| 28     | Ryan Dunn          | AP    | Stati Uniti      | Denver Nuggets                                                         | Virginia (So.)                 |
| 29     | Isaiah Collier     | P     | Stati Uniti      | Utah Jazz (da Oklahoma City verso Indiana verso Toronto)               | USC (Fr.)                      |
| 30     | Baylor Scheierman  | G/AP  | Stati Uniti      | Boston Celtics                                                         | Creighton (Sr.)                |

### Giocatori scelti al 2º round
| Scelta | Giocatore | Ruolo | Nazionalità | Squadra NBA | Provenienza |
| ------ | --- | --- | --- | --- | --- |
| 31     | Jonathan Mogbo | AG | Stati Uniti | Toronto Raptors (da Detroit via L.A. Clippers via New York)                                                       | San Francisco (Jr.)                                                                                               |
| 32     | Kyle Filipowski                                                                                                   | AG/C | Stati Uniti | Utah Jazz (da Washington via Brooklyn via Detroit)                                                                | Duke (So.) |
| 33     | Tyler Smith | AG/AP | Stati Uniti | Milwaukee Bucks (da Portland via Sacramento)                                                                      | G League Ignite (NBA G League)                                                                                    |
| 34     | Tyler Kolek | P | Stati Uniti | Portland Trail Blazers (da Charlotte via New Orleans via Oklahoma City via Denver)                                | Marquette (Sr.)                                                                                                   |
| 35     | Johnny Furphy | G/AP | Australia | San Antonio Spurs                                                                                                 | Kansas (Fr.) |
| 36     | Juan Núñez | P | Spagna | Indiana Pacers (da Toronto via Memphis via L.A. Clippers via Philadelphia)                                        | Ratiopharm Ulm (Germania)                                                                                         |
| 37     | Bobi Klintman | AP/AG | Svezia | Minnesota Timberwolves (da Memphis via Oklahoma City via Washington via L.A. Lakers)                              | Cairns Taipans (Australia)                                                                                        |
| 38     | Ajay Mitchell | P/G | Belgio | New York Knicks (via Utah, ceduto a Oklahoma City)                                                                | UC Santa Barbara (Jr.)                                                                                            |
| 39     | Jaylen Wells | AP | Stati Uniti | Memphis Grizzlies (da Brooklyn, via Houston)                                                                      | Washington State (Jr.)                                                                                            |
| 40     | Oso Ighodaro | AG/C | Stati Uniti | Portland Trail Blazers (da Atlanta, ceduto a Phoenix, via New York)                                               | Marquette (Sr.)                                                                                                   |
| 41     | Adem Bona | AG/C | Nigeria Turchia                                                                                                   | Philadelphia 76ers (da Chicago, via New Orleans via San Antonio via Boston)                                       | UCLA (So.) |
| 42     | KJ Simpson | P | Stati Uniti | Charlotte Hornets (da Houston, via Oklahoma City)                                                                 | Colorado (Jr.) |
| 43     | Nikola Đurišić | G/AP | Serbia | Miami Heat (da Atlanta)                                                                                           | K.K. Mega Basket (Serbia)                                                                                         |
| 44     | Pelle Larsson | G | Svezia | Houston Rockets (da Miami)                                                                                        | Arizona (Sr.) |
| 45     | Jamal Shead | G | Stati Uniti | Sacramento Kings (ceduto a Toronto)                                                                               | Houston (Sr.) |
| 46     | Cam Christie | G | Stati Uniti | Los Angeles Clippers                                                                                              | Minnesota (Fr.)                                                                                                   |
| 47     | Antonio Reeves | G | Stati Uniti | Orlando Magic (ceduto a New Orleans)                                                                              | Kentucky (Sr.) |
| 48     | Harrison Ingram                                                                                                   | AP/AG | Stati Uniti | San Antonio Spurs                                                                                                 | North Carolina (Jr.)                                                                                              |
| –      | Philadelphia 76ers (scelta annullata a causa della violazione delle regole sul tampering)                         | Philadelphia 76ers (scelta annullata a causa della violazione delle regole sul tampering)                         | Philadelphia 76ers (scelta annullata a causa della violazione delle regole sul tampering)                         | Philadelphia 76ers (scelta annullata a causa della violazione delle regole sul tampering)                         | Philadelphia 76ers (scelta annullata a causa della violazione delle regole sul tampering)                         |
| 49     | Tristen Newton | G | Stati Uniti | Indiana Pacers | Connecticut (Sr.)                                                                                                 |
| 50     | Enrique Freeman                                                                                                   | AG | Stati Uniti | Indiana Pacers | Akron (Sr.) |
| 51     | Melvin Ajinça | AG | Francia | New York Knicks (ceduto a Dallas)                                                                                 | Saint-Quentin (Francia)                                                                                           |
| 52     | Quinten Post | C | Paesi Bassi | Golden State Warriors (da Oklahoma City, da Portland, ceduto a Golden State)                                      | Boston College (Sr.)                                                                                              |
| 53     | Cam Spencer | G | Stati Uniti | Detroit Pistons (via Minnesota, ceduto a Memphis)                                                                 | Connecticut (Sr.)                                                                                                 |
| 54     | Anton Watson | AG | Stati Uniti | Boston Celtics | Gonzaga (Sr.) |
| 55     | Bronny James | P/G | Stati Uniti | Los Angeles Lakers                                                                                                | USC (Fr.) |
| 56     | Kevin McCullar | G | Stati Uniti | Phoenix Suns (ceduto a New York)                                                                                  | Kansas (Sr.) |
| 57     | Ulrich Chomche | AG/C | Camerun | Memphis Grizzlies (ceduto a Toronto, via Minnesota)                                                               | NBA Academy Africa (Senegal)                                                                                      |
| –      | Phoenix Suns (ceduta da Denver via Orlando; scelta annullata a causa della violazione delle regole sul tampering) | Phoenix Suns (ceduta da Denver via Orlando; scelta annullata a causa della violazione delle regole sul tampering) | Phoenix Suns (ceduta da Denver via Orlando; scelta annullata a causa della violazione delle regole sul tampering) | Phoenix Suns (ceduta da Denver via Orlando; scelta annullata a causa della violazione delle regole sul tampering) | Phoenix Suns (ceduta da Denver via Orlando; scelta annullata a causa della violazione delle regole sul tampering) |
| 58     | Ariel Hukporti | C | Germania | Dallas Mavericks (ceduto a New York)                                                                              | Ludwigsburg (Germania)                                                                                            |

## Draft lottery
La NBA Draft Lottery si è tenuta il 12 maggio 2024.
|  | Indica il risultato effettivo della Lottery |

| Squadra                | 2023–24 record | Numero di combinazioni | Probabilità di scelta | Probabilità di scelta | Probabilità di scelta | Probabilità di scelta | Probabilità di scelta | Probabilità di scelta | Probabilità di scelta | Probabilità di scelta | Probabilità di scelta | Probabilità di scelta | Probabilità di scelta | Probabilità di scelta | Probabilità di scelta | Probabilità di scelta |
| Squadra                | 2023–24 record | Numero di combinazioni | 1st                   | 2nd                   | 3rd                   | 4th                   | 5th                   | 6th                   | 7th                   | 8th                   | 9th                   | 10th                  | 11th                  | 12th                  | 13th                  | 14th                  |
| ---------------------- | -------------- | ---------------------- | --------------------- | --------------------- | --------------------- | --------------------- | --------------------- | --------------------- | --------------------- | --------------------- | --------------------- | --------------------- | --------------------- | --------------------- | --------------------- | --------------------- |
| Detroit Pistons        | 14–68          | 140                    | 14.0%                 | 13.4%                 | 12.7%                 | 12.0%                 | 47.9%                 | –                     | –                     | –                     | –                     | –                     | –                     | –                     | –                     | –                     |
| Washington Wizards     | 15–67          | 140                    | 14.0%                 | 13.4%                 | 12.7%                 | 12.0%                 | 27.8%                 | 20.0%                 | –                     | –                     | –                     | –                     | –                     | –                     | –                     | –                     |
| Charlotte Hornets      | 21–61          | 133                    | 13.3%                 | 12.9%                 | 12.4%                 | 11.7%                 | 15.3%                 | 27.1%                 | 7.4%                  | –                     | –                     | –                     | –                     | –                     | –                     | –                     |
| Portland Trail Blazers | 21–61          | 132                    | 13.2%                 | 12.8%                 | 12.3%                 | 11.7%                 | 6.8%                  | 24.6%                 | 16.4%                 | 2.2%                  | –                     | –                     | –                     | –                     | –                     | –                     |
| San Antonio Spurs      | 22–60          | 105                    | 10.5%                 | 10.5%                 | 10.6%                 | 10.5%                 | 2.2%                  | 19.6%                 | 26.7%                 | 8.7%                  | 0.6%                  | –                     | –                     | –                     | –                     | –                     |
| Toronto Raptors        | 25–57          | 90                     | 9.0%                  | 9.2%                  | 9.4%                  | 9.6%                  | –                     | 8.6%                  | 29.8%                 | 20.5%                 | 3.7%                  | 0.1%                  | –                     | –                     | –                     | –                     |
| Memphis Grizzlies      | 27–55          | 75                     | 7.5%                  | 7.8%                  | 8.1%                  | 8.5%                  | –                     | –                     | 19.7%                 | 34.1%                 | 12.9%                 | 1.3%                  | <0.1%                 | –                     | –                     | –                     |
| Utah Jazz              | 31–51          | 60                     | 6.0%                  | 6.3%                  | 6.7%                  | 7.2%                  | –                     | –                     | –                     | 34.5%                 | 32.1%                 | 6.7%                  | 0.4%                  | <0.1%                 | –                     | –                     |
| Brooklyn Nets          | 32–50          | 45                     | 4.5%                  | 4.8%                  | 5.2%                  | 5.7%                  | –                     | –                     | –                     | –                     | 50.7%                 | 25.9%                 | 3.0%                  | 0.1%                  | <0.1%                 | –                     |
| Atlanta Hawks          | 36–46          | 30                     | 3.0%                  | 3.3%                  | 3.6%                  | 4.0%                  | –                     | –                     | –                     | –                     | –                     | 65.9%                 | 19.0%                 | 1.2%                  | <0.1%                 | <0.1%                 |
| Chicago Bulls          | 39–43          | 20                     | 2.0%                  | 2.2%                  | 2.4%                  | 2.8%                  | –                     | –                     | –                     | –                     | –                     | –                     | 77.6%                 | 12.6%                 | 0.4%                  | <0.1%                 |
| Houston Rockets        | 41–41          | 15                     | 1.5%                  | 1.7%                  | 1.9%                  | 2.1%                  | –                     | –                     | –                     | –                     | –                     | –                     | –                     | 86.1%                 | 6.7%                  | 0.1%                  |
| Sacramento Kings       | 46–36          | 8                      | 0.8%                  | 0.9%                  | 1.0%                  | 1.1%                  | –                     | –                     | –                     | –                     | –                     | –                     | –                     | –                     | 92.9%                 | 3.3%                  |
| Golden State Warriors  | 46–36          | 7                      | 0.7%                  | 0.8%                  | 0.9%                  | 1.0%                  | –                     | –                     | –                     | –                     | –                     | –                     | –                     | –                     | –                     | 96.6%                 |